# Cnemotrupes splendidus
Cnemotrupes splendidus is een keversoort uit de familie mesttorren (Geotrupidae). De wetenschappelijke naam van de soort werd in 1775 gepubliceerd door Johann Christian Fabricius.